# شهرستان اسپنسر (کنتاکی)
شهرستان اسپنسر، کنتاکی (به انگلیسی: Spencer County, Kentucky) یک سکونتگاه مسکونی در ایالات متحده آمریکا است که در کنتاکی واقع شده‌است.